# Emmelia detrita
Emmelia detrita is een vlinder uit de familie van de uilen (Noctuidae). De wetenschappelijke naam van deze soort is voor het eerst voorgesteld als Acontia detrita door Arthur Gardiner Butler in een publicatie uit 1886.
De soort komt voor in Australië.